# 린든 빅터
린든 켈런 빅터(영어: Lindon Kellon Victor, 1993년 2월 28일~)는 그레나다의 육상 선수로 주 종목은 10종경기이다. 올림픽에 3회 참가했고 2024년 하계 올림픽 10종경기 부문 동메달을 획득했다.